# Racionális döntéshozatal
A racionális döntéshozatal a közgazdaságtan (mindenekelőtt a mikroökonómia) egyik legfontosabb általános feltételezése, amely szerint  a gazdaság szereplői, akár egyének, akár vállalatok, ha választás elé kerülnek, olyan döntést hoznak, amelynek révén a lehető legtöbb szükségletük válik kielégíthetővé. Ehhez arra is szükség van, hogy a gazdasági szereplők egyértelmű preferenciákkal rendelkezzenek, vagyis képesek legyenek szükségleteik rangsorolására.